# Ueli Jäggi

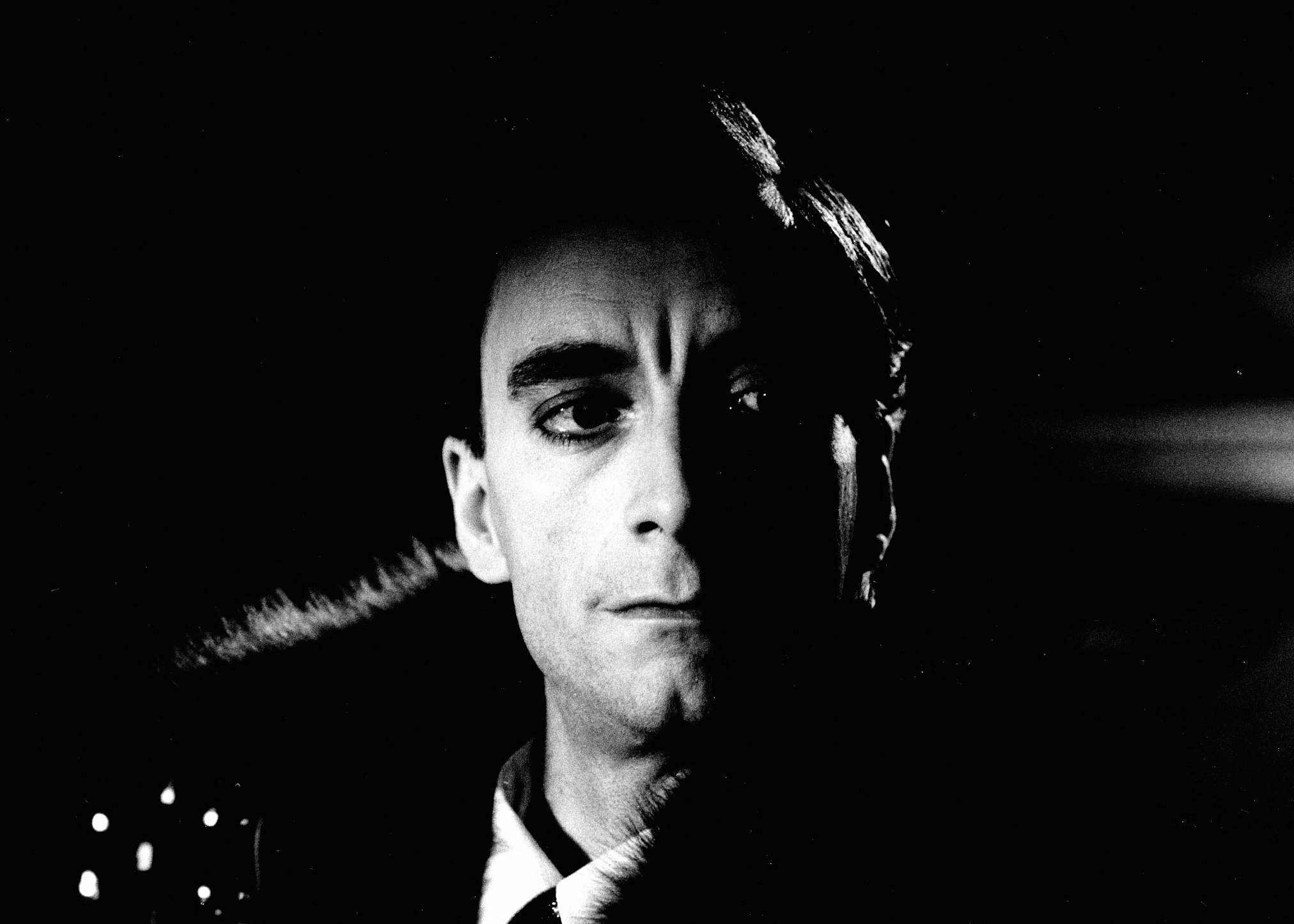
Ueli Jäggi in Der Tod zu Basel.

Ueli Jäggi (* 8. Oktober 1954 in Olten, Kanton Solothurn) ist ein Schweizer Schauspieler und Hörspielsprecher.

## Leben
Nach einem Studium der Germanistik, Romanistik und Geschichte besuchte er ab 1979 die Schauspiel Akademie in Zürich. Seine ersten Engagements führten ihn ans Theater der Jugend in München und ans Schauspielhaus Nürnberg. In den 1980er Jahren spielte er am Theater Basel, wo er Christoph Marthaler kennenlernte, in dessen Inszenierungen er fast immer besetzt ist. In den 90er Jahren spielte er u. a. am Deutschen Schauspielhaus in Hamburg und der Volksbühne am Rosa-Luxemburg-Platz. Von 2000 bis 2004 gehörte er fest zum Ensemble des von Marthaler geleiteten Schauspielhaus Zürich.  Seitdem ist er freischaffend tätig als Schauspieler und Regisseur. Am Luzerner Theater inszenierte er 2004 die schweizerdeutsche Fassung von „Das Ende vom Anfang“ von Seán O’Casey. 2007 inszenierte er in Luzern Friedrich Dürrenmatts „Das Versprechen“ und 2009 am selben Haus „Der Gehülfe“ nach dem Roman von Robert Walser. Ebenda führte er 2010 Regie bei „In Amrains Welt, auf der Suche nach der wiedergefundenen Zeit“ nach Texten von Gerhard Meier. 2016 inszenierte er am KonzertTheaterBern „Amerika“ nach Franz Kafka Mit Beat Fäh schrieb er „Usflug“, ein Theaterstück für Kinder.
Neben seiner Theaterarbeit übernahm Ueli Jäggi auch Filmrollen (u. a. in „Donna Leon – Commissario Brunetti“) und war als Sprecher an zahlreichen Hörspielen beteiligt. Seit 2008 spricht er den Kriminaloberrat Xaver Finkbeiner in den vom SWR produzierten Folgen des ARD Radio Tatorts.

## Theaterrollen (Auswahl)
- 1991, Theater Basel: „Stägeli uf, Stägeli ab, juhee!“ / Regie: Christoph Marthaler
- 1992, Theater Basel: „Faust,eine subjektive Tragödie“ von Fernando Pessoa / Regie:Christoph Marthaler
- 1993, Theater Basel: „Prohelvetia“ von Christoph Marthaler / Regie: Christoph Marthaler
- 1993, Volksbühne Berlin: „Murx den Europäer! Murx ihn! Murx ihn! Murx ihn! Murx ihn ab! Ein patriotischer Abend von Christoph Marthaler“ / Regie: Christoph Marthaler
- 1994, Volksbühne Berlin: „Sturm vor Shakespeare. Le petit rien“ nach William Shakespeare / Regie: Christoph Marthaler
- 1996, Deutsches Schauspielhaus Hamburg: „Kasimir und Karoline“ von Ödön von Horváth / Regie: Christoph Marthaler
- 1997, Volksbühne Berlin: „Drei Schwestern“ von Anton Tschechow / Regie: Christoph Marthaler / Rolle: Andreij Prosorow
- 2000, Schauspielhaus Zürich: „Hotel Angst“ von Christoph Marthaler: / Regie: Christoph Marthaler
- 2001, Schauspielhaus Zürich: „Was ihr wollt“ von William Shakespeare / Regie: Christoph Marthaler / Rolle: Malvolio
- 2001, Schauspielhaus Zürich: „Menschsein macht müde“ von Jürg Kienberger und Claudia Carigiet / Regie: Jürg Kienberger
- 2002, Schauspielhaus Zürich: „Die schöne Müllerin“ nach Franz Schubert / Regie: Christoph Marthaler
- 2003, Schauspielhaus Zürich: „Aufzeichnungen eines Wahnsinnigen“ von Nikolai Gogol / Regie: Anna-Sophie Mahler
- 2003, Schauspielhaus Zürich: „Das goldene Zeitalter. Ein Projekt von Meg Stuart, Stefan Pucher, Christoph Marthaler und Anna Viebrock“ / Regie: Meg Stuart, Stefan Pucher, Christoph Marthaler
- 2003, Schauspielhaus Zürich: „Dantons Tod“ von Georg Büchner / Regie: Christoph Marthaler / Rolle: Lacroix
- 2003, Schauspielhaus Zürich: „Groundings“ von Christoph Marthaler: / Regie: Christoph Marthaler
- 2003, Schauspielhaus Zürich: „O.T. Eine Ersatzpassion“ von Christoph Marthaler / Ersatz-Regie: Christoph Marthaler
- 2005, Volksbühne Berlin im Palast der Republik: „Berlin Alexanderplatz“ nach Alfred Döblin / Regie: Frank Castorf
- 2005, Wiener Festwochen/NT Gent: „Schutz vor der Zukunft“ von Christoph Marthaler / Markus Hinterhäuser / Regie: Christoph Marthaler
- 2005, Volksbühne Berlin: „Die Fruchtfliege“ von Christoph Marthaler / Regie: Christoph Marthaler
- 2006, Theater Basel: „E Schtau vou Reh“ von Guy Krneta und Rahel Hubacher / Regie: Rafael Sanchez
- 2006, Volksbühne Berlin: „Geschichten aus dem Wiener Wald“ von Ödön von Horváth / Regie: Christoph Marthaler
- 2007, Rote Fabrik Zürich: „Platz Mangel“ von Christoph Marthaler / Regie: Christoph Marthaler
- 2008, Hotel Waldhaus, Maria Sils: „Das Theater mit dem Waldhaus“ von Christoph Marthaler / Regie: Christoph Marthaler
- 2009, Wiener Festwochen: „Riesenbutzbach. Eine Dauerkolonie“ von Christoph Marthaler und Anna Viebrock / Regie: Christoph Marthaler
- 2009, Theater Basel: „La Grande-Duchesse de Gérolstein“ von Jacques Offenbach / Regie: Christoph Marthaler
- 2010, Theater Basel: „Das Wüstenbuch“ von Beat Furrer / Regie: Christoph Marthaler
- 2010, Festival d’Avignon: „Papperlapapp“ von Christoph Marthaler / Regie: Christoph Marthaler
- 2011, Nuuk, Grönland: „+-0. Eine Dauerkolonie“ von Christoph Marthaler / Regie: Christoph Marthaler
- 2011, Theater Basel: „Lo Stimolatore Cardiaco“ von Christoph Marthaler / Regie: Christoph Marthaler
- 2012, Volksbühne Berlin: „Glaube Liebe Hoffnung“ von Ödön von Horváth / Regie: Christoph Marthaler
- 2012, Opernhaus Zürich: „Sale“ von Christoph Marthaler / Regie: Christoph Marthaler
- 2013, Wiener Festwochen: „Letzte Tage, ein Vorabend“ / Regie: Christoph Marthaler
- 2013, Theater Basel: „Das Weisse vom Ei, une île flottante“ / Regie: Christoph Marthaler
- 2015, Theater Basel: „Isoldes Abendbrot“ / Regie: Christoph Marthaler
- 2016, Volksbühne Berlin: „Hallelujah, ein Reservat“ / Regie: Christoph Marthaler
- 2016, Volksbühne Berlin: „Bekannte Gefühle gemischte Gesichter“ / Regie: Christoph Marthaler
- 2017, Kammerspiele München: „Tiefer Schweb, ein Auffangbecken“ / Regie: Christoph Marthaler
- 2018, Ruhrtriennale Bochum: „Universe incomplete“ / Regie: Christoph Marthaler
- 2018, Schauspielhaus Zürich: „44 Harmonies from Apartment House 1776“ / Regie: Christoph Marthaler
- 2019, Schauspielhaus Zürich, „Justiz“ nach Friedrich Dürrenmatt Regie: Frank Castorf
- 2019, Schauspielhaus Hamburg, "Häuptling Abendwind" / Regie: Christoph Marthaler
- 2019, Volksbühne Berlin, "Legende" / Regie: Stefan Pucher
- 2019, Hotel Waldhaus Sils-Maria, "111 Jahre Waldhaus" / Regie: Christoph Marthaler
- 2021, Theater Basel: "Onkel Wanja" / Regie: Antú Romero Nunes
- 2022, Theater Basel: "Der Freischütz" / Regie: Christoph Marthaler
- 2022, Theater Basel: "Der letzte Pfiff, ein Drehschwindel" / Regie: Christoph Marthaler
- 2023, Theater Basel: "Abteilung Leben" / Regie: Christoph Marthaler
- 2024, Theater Basel: "Sommergäste" / Regie: Stefan Pucher

## Hörspiele (Auswahl)
- 1991, DRS: „Schnee us Chlote oder Franz Musils erster Fall“ von Thomas Küng
- 1994, DRS: „Häwy Müesli für de Musil oder Franz Musils zweiter Fall“ von Thomas Küng
- 1994, DRS: „Logothetis“ von Eberhard Petschinka
- 1997, DRS: „Albanien fressen“ von David Zane Mairowitz
- 1998, DRS: „Splitter“ von Eberhard Petschinka
- 1998, WDR/ORF/MDR: „Rafael Sanchez erzählt ‚Spiel mir das Lied vom Tod‘“ von Eberhard Petschinka und Rafael Sanchez
- 1999, DRS: „Hotel Rousseau eifach oder Franz Musils dritter Fall“ von Thomas Küng
- 2002, DRS: „Marina - Das Schicksalsdrama, das uns lehrt, was Liebe ist“ von Fritz Sauter
- 2003, DRS/SFB: „Tod einer Ärztin“ (Kommissär Hunkeler) von Hansjörg Schneider
- 2004, DRS: „Blitz, blank & tot oder Franz Musils vierter Fall“ von Jürg Brändli
- 2005, RBB: „Hofmanns Elixier oder Die Welt ist perfekt“ von Regine Ahrem und Michael Rodach
- 2005, DRS: „Hunkeler macht Sachen“ von Hansjörg Schneider
- 2006, DRS: „Elefantenjagd oder Franz Musils fünfter Fall“ von Jürg Brändli
- 2006, SWR: „Kaltes Land“ von Reto Finger
- 2007, DRS: „Das Leben ist viel zu kurz, um offene Weine zu trinken“ von Guy Krneta
- 2007, WDR: „Der wunderbare Massenselbstmord“ von Arto Paasilinna
- 2007, DRS: „Hunkeler und der Fall Livius“ von Hansjörg Schneider
- 2007, DRS: „Sowie weitere Verstösse gegen die Weltordnung“ von Gerhard Meister
- 2008, SWR: „Himmelreich und Höllental“  von Christine Lehmann (ARD Radio Tatort, Folge 3)
- 2008, SWR: „Mordlauf“ (ARD Radio Tatort, Folge 6) von Christine Lehmann
- 2008, DRS: „Triemli, Träum, Tragödie oder: Franz Musils sechster Fall“ von Jean-Michel Räber und Fritz Zaugg
- 2009, SWR: „Falsches Herz“  von Friedrich Ani und Uta-Maria Heim (ARD Radio Tatort, Folge 14)
- 2009, SWR: „Schlössers Geheimnis oder Frauen morden anders“ von Felix Huby (ARD Radio Tatort, Folge 24)
- 2010, SWR: „Finkbeiners Geburtstag“ von Hugo Rendler (ARD Radio Tatort, Folge 27)
- 2010, DRS: „Absolute Private – oder Franz Musils siebter Fall“ von Jürg Brändli und Fritz Zaugg
- 2010, DRS: „Houzbei-Housi & Nasepööggen-Änni“ Sechs Kurzstücke von Markus Michel und Fritz Zaugg
- 2010, SWR: „Sinti-Jazz“  von Hugo Rendler (ARD Radio Tatort, Folge 34)
- 2011, DRS: „Hunkeler und die Augen des Ödipus“ von Hansjörg Schneider
- 2011, DRS: „Narrenspital“ von Ulrich Bassenge
- 2011, SWR: „Blutoper“ von Christine Lehmann
- 2012, SWR: Fred Breinersdorfer / Katja Röder: Tödliche Kunst (Radio-Tatort)
- 2013, SRF: „Der verhinderte Schauspieler“ von Arnold Kübler
- 2013, SRF: Chatroomdreams von petschinka – Komposition und Regie: petschinka
- 2014, SRF: Dreck am Stecken – oder Franz Musils achter Fall von Jean Michel Räber
- 2014, SWR: Grauzone von Katja Roeder – Regie: Walter Adler (Radio-Tatort)
- 2015, DLF: Ob die Granatbäume blühen von Gerhard Meier – Regie: Janko Hanushevsky
- 2015, SWR: Brändles Nichte von Mark Ginzler (ARD Radio Tatort, Folge 89)
- 2016, SRF/SWR: Hunkelers Geheimnis von Hansjörg Schneider – Regie: Reto Ott[2]

## Hörbücher (Auswahl)
- 2003, „Bartleby, der Schreiber“ von Herman Melville
- 2004, „Aufzeichnungen eines Wahnsinnigen“ von Nikolai W. Gogol
- 2006, „Lissabonner Requiem - Eine Halluzination“ von Antonio Tabucchi
- 2007, „Klein Zaches“ von E.T.A. Hoffmann
- 2007, „Ein schönes Leben“ von Martin Becker
- 2010: Daniil Charms: „Wie schrecklich schwinden unsere Kräfte“, aus dem Russischen von Peter Urban, gesprochen von Ueli Jäggi, Felix von Manteuffel, Peter Urban, André Jung und Fritz Zuegg; Christoph Merian Verlag, Basel ISBN 978-3-85616-443-0

## Filmografie (Auswahl)
- 1988: Gekauftes Glück (als Synchronstimme für Wolfram Berger)
- 1990: Der Tod zu Basel
- 1991: Tatort – Kameraden
- 1992: Heiß – Kalt – Regie: Markus Fischer
- 1993: Brandnacht – Regie: Markus Fischer
- 1994: Punch – Regie: Alan Birkinshaw und Johannes Flütsch
- 1994: Wachtmeister Zumbühl
- 1995: Verbotene Zone – Regie: Markus Fischer
- 1996: Tatort – Die Abrechnung
- 1996: Polizeiruf 110: Kleine Dealer, große Träume
- 1997: Lisa Falk – Eine Frau für alle Fälle – Der letzte Besucher
- 1998: Feuerreiter – Regie: Nina Grosse
- 1998: Alarm für Cobra 11 – Die Autobahnpolizei – Gift
- 1998: Tatort – Am Ende der Welt
- 1998: Tatort – Streng geheimer Auftrag
- 1999: Die Häupter meiner Lieben
- 2000: Der Onkel vom Meer – Regie: Marie-Louise Bless
- seit 2000: Donna Leon
- 2001: Tod durch Entlassung – Regie: Christian Kohlund
- 2001: Mondscheintarif – Regie: Ralf Huettner
- 2005: Tatort: Das Lächeln der Madonna
- 2006: Donna Leon – Das Gesetz der Lagune
- 2006: Grounding – Die letzten Tage der Swissair
- 2006: Eden
- 2007: Marmorera
- 2008: Canzun Alpina – Regie: Sören Senn
- 2010: Sennentuntschi
- 2012: Der Bestatter – Schweres Erbe
- 2012: Draussen ist Sommer
- 2013: Tatort: Schmutziger Donnerstag
- 2014: Akte Grüninger[3]
- 2014: Der Kreis
- 2014: Liebe und Zufall – Regie: Fredi M. Murer
- 2019: Zwingli
- 2020: SRF Wilder
- 2021: Da kommt noch was – Regie: Mareille Klein
- 2021: Die schwarze Spinne – Regie: Markus Fischer
- 2022: Die goldenen Jahre

## Auszeichnungen und Preise
- 2001: Schauspieler des Jahres (Theater heute)
- 2004: Deutscher Hörbuchpreis für „Bartleby, der Schreiber“ von Herman Melville
- 2007: Deutscher Hörbuchpreis für „Lissabonner Requiem“ von Antonio Tabucchi
- 2023: Schweizer Filmpreis: Nomination als bester Nebendarsteller